# 에마뉘엘 리바

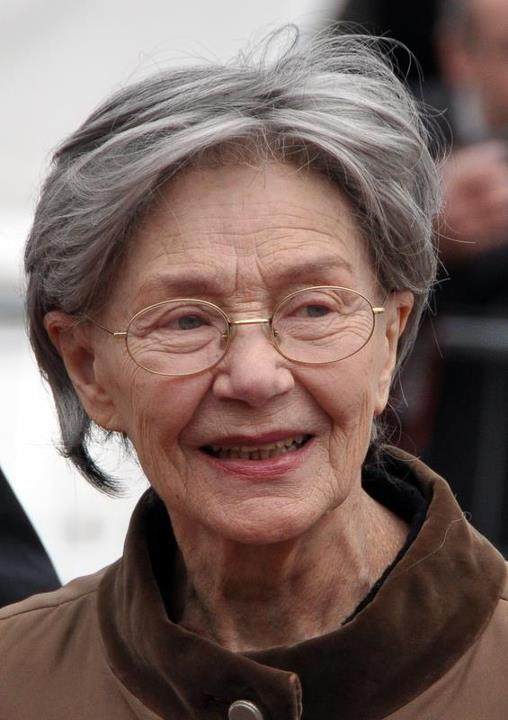
2012년 칸 영화제에서

에마뉘엘 리바(Emmanuelle Riva, 1927년 2월 24일 ~ 2017년 1월 27일)는 프랑스의 배우이다.

## 출연 작품
- 히로시마 내 사랑 (1959)
- 제로지대 (1960)
- 레옹 모랭 신부 (1961)
- Thérèse Desqueyroux (1962)
- Thomas l'imposteur (1965)
- 난 미친 말처럼 걸을 것이다 (1973, J'irai comme un cheval fou)
- 샤샤를 위하여 (1991)
- 세 가지 색: 블루 (1993)
- 비너스 보떼 (1999)
- 그게 인생이야 (2001, C'est la vie)
- 내 아들 (2006, Mon fils à moi)
- Un homme et son chien (2008)
- 스카이랩 (2011, Le Skylab)
- 아무르 (2012)
- 감독 미카엘 하네케 (2013, Michael Haneke – Porträt eines Film-Handwerkers) - 다큐멘터리
- 로스트 인 파리 (2016) - 마르타 역
- Marie et les Naufragés (2016)